# Thakurgaon Sadar
Thakurgaon Sadar è un sottodistretto (upazila) del Bangladesh situato nel distretto di Thakurgaon, divisione di Rangpur. Si estende su una superficie di 683,45 km² e conta una popolazione di 581.227  abitanti (censimento 2011).